# Marcus Artorius Priscillus Vicasius Sabidianus
Marcus Artorius Priscillus Vicasius Sabidianus (vollständige Namensform Marcus Artorius Marci filius Palatina Priscillus Vicasius Sabidianus) war ein im 1. und 2. Jahrhundert n. Chr. lebender Angehöriger des römischen Ritterstandes (Eques). Durch eine Inschrift sind einzelne Stationen seiner Laufbahn bekannt, die er gegen Ende des 1. Jahrhunderts und im ersten Viertel des 2. Jahrhunderts absolvierte.
Die militärische Laufbahn des Priscillus bestand aus den für einen Angehörigen des Ritterstandes üblichen Tres militiae. Er wurde zunächst Tribun der Cohors XV Voluntariorum civium Romanorum, die in der Provinz Germania inferior stationiert war. Danach war er tribunus legionis in der Legio VII Claudia. Als dritte Stufe folgte der Posten eines Präfekten der Ala I Pannoniorum, die in der Provinz Moesia inferior stationiert war.
Nach Beendigung seiner militärischen Karriere übernahm Priscillus Positionen in der Verwaltung. Er war zunächst als praefectus montis Berenicidis zuständig für einen Verwaltungsbezirk in der Provinz Aegyptus. Danach kehrte er wahrscheinlich für einige Zeit in seine Heimatstadt Puteoli zurück, um dort Patron und Priester des vergöttlichten Augustus (flamen divi Augusti) zu werden. Im Anschluss war er erneut in Ägypten tätig, diesmal als Epistratege des Verwaltungsbezirks Thebaidis; dieser Posten war mit einem Jahreseinkommen von 60.000 Sesterzen verbunden.
Seine Verwaltungstätigkeit als Präfekt ist auch durch Papyri nachgewiesen; in einem weiteren Papyrus, der auf 117/118 datiert ist, wird er als Epistratege erwähnt.
Priscillus war in der Tribus Palatina eingeschrieben.